# South Bedfordshire
South Bedfordshire – były dystrykt w hrabstwie Bedfordshire w Anglii. W 2001 roku dystrykt liczył 112 637 mieszkańców.

## Civil parishes
- Barton-le-Clay, Caddington, Chalgrave, Chalton, Dunstable, Eaton Bray, Eggington, Great Billington, Heath and Reach, Hockliffe, Houghton Regis, Hyde, Kensworth, Leighton-Linslade, Slip End, Stanbridge, Streatley, Studham, Sundon, Tilsworth, Toddington, Totternhoe i Whipsnade[2].